# Яшаскарадева
Яшаскарадева (*бл. 924 — 948) — магараджа Кашмірської держави в 939—948 роках.

## Життєпис
Походив з роду Варадева (Варадава). Онук впливового сановника Камадеви. Син Прабхакарадеви, скарбника і коханця магарані Сугандхи. З падінням влади останньої батько Яшаскари втратив вплив. Відомостей про нього обмаль. 939 року після повалення магараджи Шуравармана II на зборах брагманів обирається новим магараджею. З огляду на це Яшаскарадева напевне також належав до брагманів.
Основні відомості повідомляє Кальхана: відбулося відновлення державних інституцій, посилилася влада магарджи, поновилася боротьба з Державою Кабулшахів, якій було завдано низки поразок. Його справедливість в судових суперечках була настільки шанована, що він став зразком для наступних володарів Кашміру. Сприяв покращенню землеробства, відродженню ремесел, торгівлі, забезпечуючи захист на караванних шляхах. Також відродив траидцію підтримки поетів та музиків.
Разом з тим в різних ритуалах посилюється значення жінки (насамперед в обряді Упанаяна), що погано сприймалося Кальханою. В політичних справах Яшаскарадева обмежив вплив брагманів, натомість надавши їм 55 аграхарів.
Наприкінці життя опинився під впливом дружини Лалли. Помер від якоїсь черевної хвороби 948 року. Владу захопив троюрідний брат Варната (син Рамадеви). Але проти нього виступив Самграмадева (син Яшаскарадеви), що захопив владу. Втім 949 року його повалив міністр Парвагупта.